# Ófehértó, Szabolcs-Szatmár-Bereg
Ófehértó  este un sat în districtul Baktalórántháza, județul Szabolcs-Szatmár-Bereg, Ungaria, având o populație de 2.661 de locuitori (2011). 

## Demografie
Componența etnică a satului Ófehértó
     Maghiari (87,76%)
     Romi (11,67%)
     Alții (0,57%)
Componența confesională a satului Ófehértó
     Romano-catolici (29,54%)
     Greco-catolici (24,31%)
     Reformați (23,34%)
     Fără religie (1,47%)
     Necunoscută (21,04%)
     Alte religii (1,84%)
Conform recensământului din 2011, satul Ófehértó avea 2.661 de locuitori. Din punct de vedere etnic, majoritatea locuitorilor (87,76%) erau maghiari, cu o minoritate de romi (11,67%). Nu există o religie majoritară, locuitorii fiind romano-catolici (29,54%), greco-catolici (24,31%), reformați (23,34%) și persoane fără religie (1,47%). Pentru 21,04% din locuitori nu este cunoscută apartenența confesională.